# Slovenské Krivé, Humenné
Slovenské Krivé este o comună slovacă, aflată în districtul Humenné din regiunea Prešov. Localitatea se află la altitudinea de 246 m deasupra n.m., se întinde pe o suprafață de 6,39 km2 și în 2017 număra 123 de locuitori.

## Istoric
Localitatea Slovenské Krivé este atestată documentar din 1478.

## Demografie
| An:                | 1994 | 2004   | 2014   | 2024   |
| ------------------ | ---- | ------ | ------ | ------ |
| Număr de persoane: | 129  | 139    | 126    | 123    |
| Diferență:         |      | +7,75% | −9,35% | −2,38% |

| An:                | 2023 | 2024   |
| ------------------ | ---- | ------ |
| Număr de persoane: | 121  | 123    |
| Diferență:         |      | +1,65% |